# Tempo standard
L'ora civile convenzionale è il risultato di una sincronizzazione degli orologi in diverse località geografiche all'interno di un fuso orario. Il tempo così impostato viene rapportato per ore o frazioni d'ora al tempo universale.
L'ora locale sarebbe tecnicamente diversa in ogni punto del globo terrestre, in quanto riferita alla posizione del sole. Per le moderne esigenze di convivenza, si usa quindi un unico orario su scala più ampia, solitamente statale. Quando l'ora civile convenzionale corrisponde a quella del meridiano che attraversa lo Stato, lasciandolo nel proprio fuso orario naturale, essa prende il nome di ora solare.
In molti stati, durante il periodo estivo l'ora solare viene sostituita dall'ora legale.

## Storia dell'ora statale

### Gran Bretagna
Un sistema standard per il tempo è stato utilizzato per la prima volta dalle ferrovie britanniche l'11 dicembre 1847, quando sono passati dal tempo di Greenwich (GMT).

### Nord America
Prima del 1883, un'ora locale era stata usata in tutta l'America del Nord. Ciò ha causato però problemi alle schede degli orari ferroviari. Il canadese Sandford Fleming propose lo "Standard Time" in una riunione del Royal Canadian Institute l'8 febbraio 1879. L'astronomo e meteorologo Cleveland Abbe patrocinò l'adozione di uno standard time per meglio coordinare le osservazioni meteorologiche e le conseguenti previsioni, che venivano coordinate utilizzando la posizione del sole. Egli nel 1879 raccomandò quattro "zone temporali" fra stati USA contigui, basate sul Tempo medio di Greenwich.
L'11 ottobre 1883 i capi delle linee ferroviarie principali si incontrarono a Chicago presso l'ex Grand Pacific Hotel per adottare lo Standard Time in un sistema di quattro fusi orari per gli USA continentali. Il nuovo sistema fu adottato dalla maggior parte degli stati, seguiti a ruota delle ferrovie. A mezzogiorno del 18 novembre 1883, lo United States Naval Observatory modificò i propri segnali telegrafici per adeguarsi al cambiamento.
Nel 2007 gli Stati Uniti hanno approvato una legge federale per formalizzare l'uso del Coordinated Universal Time come base del tempo standard.